# Instituto Central de Aerohidrodinámica N. Y. Zhukovski
TsAGI, acrónimo de «Instituto Central de Aerohidrodinámica N. Y. Zhukovski» (en cirílico ruso: Центральный аэрогидродинамический институт имени профессора Н. Е. Жуковского (ФГУП «ЦАГИ», romanizado como Tsentralnyi Aerogidrodinamicheskiy Institut imeni professora N. E. Zhukovskogo o transliterado académicamente como Central'nyj Aerogidrodinamičeskij Institut imeni professora N. E. Žukovskogo, CAGI), es el mayor centro nacional de investigaciones científicas en las áreas aeronáutica y aeroespacial de Rusia. Este instituto posee un notable prestigio internacional debido a que coopera en los trabajos de numerosas instituciones de investigación científica de todo el mundo.
En esta institución se han establecido las bases de la ciencia aeronáutica y aeroespacial rusa y soviética, donde se ha auspiciado el desarrollo de célebres aviones y cohetes como los: cohete Energía, transbordador espacial Burán, Antonov An-124, An-225, Túpolev Tu-154, Tu-204, Ilyshin Il-96, Sukhoi Su-27, Mikoyan MiG-29 y MiG-31.

## Historia

### Fundación y primeros desarrollos

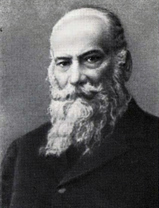
Nikolái Zhukovski

En 1918 el ingeniero mecánico ruso Nikolái Zhukovski y los alumnos de la Universidad Técnica Estatal Bauman de Moscú (MVTU) lograron convencer a sus profesores para presentar, a las nuevas autoridades de la Unión Soviética, una propuesta para la creación de un centro de investigación integrado. La iniciativa del profesor Zhukovski fue apoyada por el jefe del Departamento de Científicos y Técnicos ante Consejo Económico Supremo.
La primera reunión del TsAGI se organizó, en el domicilio de Moscú del propio Zhukovski, el día 1 de diciembre de 1918, a la que asistió un grupo de estudiantes apasionados por la aeronáutica. La aprobación para la creación fue firmada por Vladimir Lenin a raíz de la solicitud de proyecto presentada en noviembre de 1918 por Zhukovski y Andréi Túpolev. Así nacería El Instituto Aerohidrodinámica Central fundado Nikolái Zhukovski, considerado el padre de la aviación rusa, sobre la base del laboratorio de aerodinámica de la Universidad Estatal Técnica Bauman de Moscú (MVTU) y el Buró de Cálculo y Pruebas. 
En 1919 se sumaron los laboratorios aerodinámicos de Kuchino dirigidos por el Dr. Ryabushinsky y conocidos como KuTsAGI, de los mejores laboratorios de la MVTU para la época, lo que permitió ampliar la capacidad de los trabajos experimentales.
A la muerte de Nikolái Zhukovski en 1921, el entonces joven TsAGI fue encabezada por su colega Sergey Chapliguin, un científico prominente en el campo de la mecánica que hizo una importante contribución a la formación de una imagen científica del instituto.
El 9 de mayo de 1924 se pusieron los cimientos de un nuevo laboratorio aerodinámico, que hoy continúan llevando el nombre de S.Chapliguin. A continuación, fueron construidos los laboratorios de pruebas de materiales y motores de aviación, un hidrocanal y una fábrica experimental. Así el instituto se convirtió rápidamente en abanderado del desarrollo aeronáutico soviético y incluyendo entre su personal a los más grandes especialistas de la esfera en la Unión Soviética.

### Período previo a la Segunda Guerra Mundial
Entre los respectivos años 1924 y 1936 el instituto pasó a ser dirigido por Andréi Túpolev. Durante el periodo se establecieron las bases experimentales del Instituto que permitieron llevar a cabo la investigación en aerodinámica, hidrodinámica, dinámica de vuelo y fuerza de las aeronaves. El Instituto concluyó la construcción de su primer gran túnel de viento en 1925.

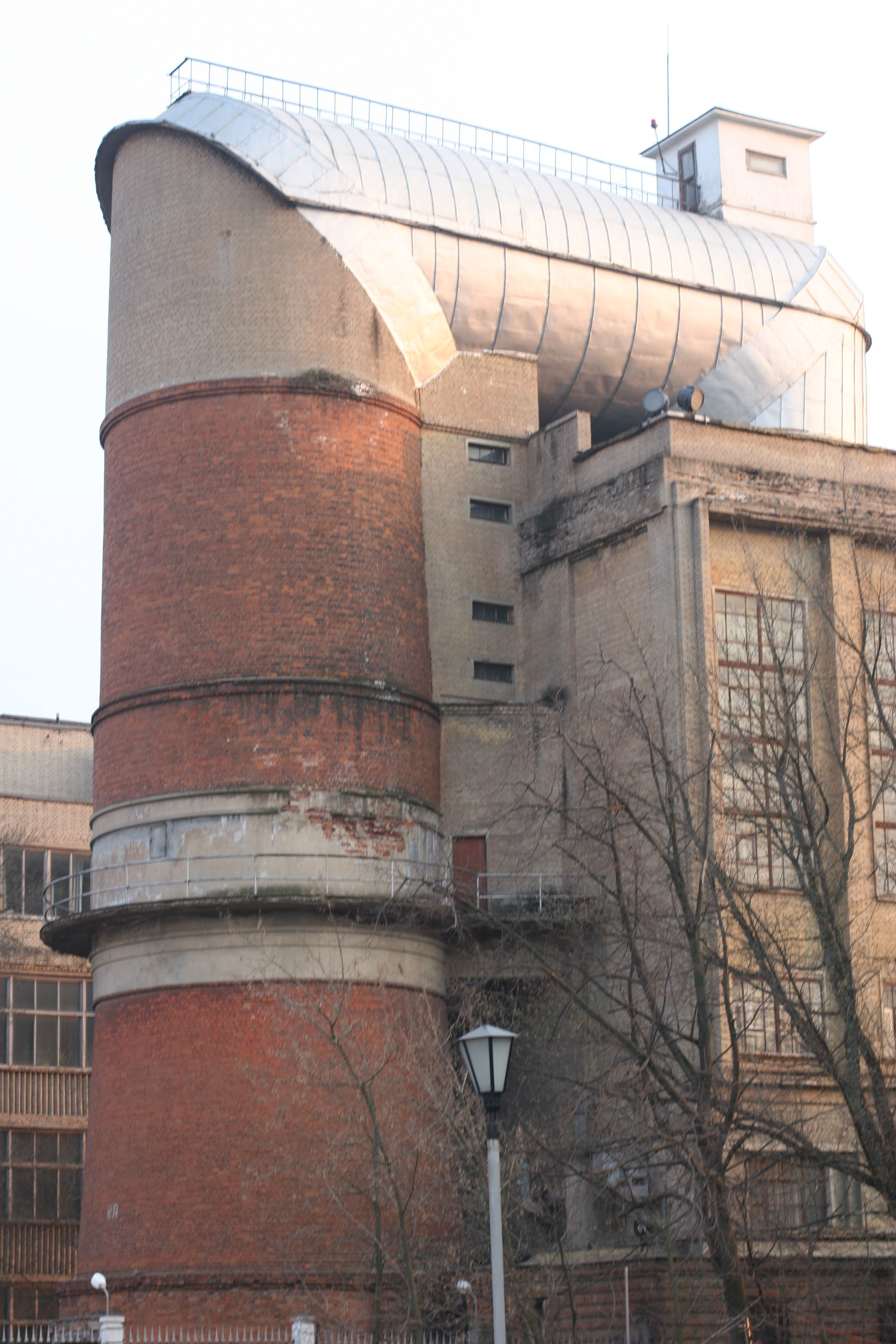
Túnel de aerodinámica T-105 construido en 1941

El TsAGI fue la primera institución científica en combinar estudios básicos, investigación aplicada, diseño estructural y pruebas piloto. Durante su prolífica historia, en el TsAGI se desarrollaron nuevas configuraciones aerodinámicas, criterios de estabilidad y control en las aeronaves, así como requisitos de resistencia. El TsAGI fue pionero en la teoría de la aeroelasticidad aeronáutica junto a muchas otras teorías, aplicaciones y estudios experimentales.
La aparición de los aviones de alta velocidad a mediados de la década de los 30 requieren la expansión de la base experimental del Instituto. Así, en las afueras de Moscú se erigirá el lugar de construcción de un nuevo complejo de edificios e instalaciones experimentales. El primer edificio del nuevo complejo experimental TsAGI fue fundado en 1935, y cuatro años más tarde entró en funcionamiento la unidad de grandes túneles aerodinámicos T-101 y T-104. La T-106 se convirtió en el túnel aerodinámico de presión variable que proporcionaba altas velocidades transónicas.
En 1937, para ayudar a los diseñadores de aeronaves el TsAGI elaboró la "Guía para los diseñadores", donde fueron sistematizados los requerimientos de la aerodinámica de la aeronave.  En 1938 y 1939 se publicación nuevos volúmenes de la guía con los tomos "Fluidos en Hidroaviones" y "La Fuerza en las aeronaves". En 1943, bajo condiciones de guerra fue lanzada una nueva "Guía para diseñadores" para implementar el resultado de las investigaciones en el trabajo diario de diseñadores y planificadores, sentando una base científica sólida en la construcción de aviones.
El asentamiento residencial Stakhanov donde se alojaban los empleados del TsAGI daría lugar a un pueblo, que pronto se convertiría en una ciudad a la que llamó Zhukovsky, en honor al fundador de la TsAGI. En las décadas de los 30’ y 40’ el TsAGI dio lugar al nacimiento de una serie de organizaciones autónomas que hoy se conocen como “complejo TsAGI”.

### Período de posguerra
Fruto del intenso trabajo durante las siguientes décadas, se construiría un auténtico arsenal de túneles de viento e instalaciones experimentales, donde se desarrollarían los cazas de combate soviéticos MiG-15, MiG-17, MiG-21, Su-7B y sistemas de misiles antiaéreos que asegurarían la victoria en los cielos de Corea del Norte, Vietnam y más tarde en Oriente Medio. El desarrollo del bombardero estratégico portador de armas nucleares Tu-16 también se desarrollaría con la participación del TsAGI.

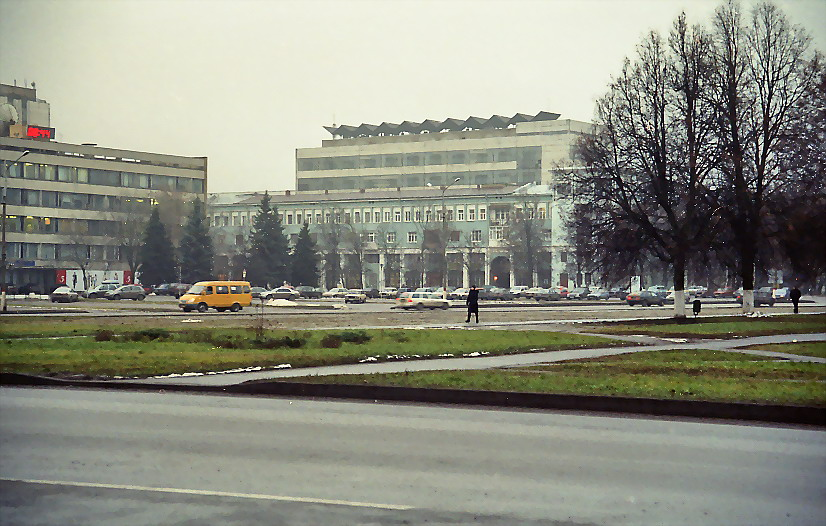
TsAGI a la izquierda y a la derecha el NIIP

En las décadas de 1950 y 1960 se perfeccionaría la base experimental del instituto con la construcción de nuevas instalaciones donde estudiar las velocidades hipersónicas, la simulación de procesos complejos (tales como el calentamiento aerodinámico, la reentrada en la atmósfera de las aeronaves, las ondas de choque en aire, etc.) que situarían a la URSS en la era de los cohetes.
Un hito para el instituto fue comenzó a estudiar la aerodinámica y dinámica de vuelo de aeronaves con alas de geometría variable. Resolver con éxito el problema de la estabilidad, la fuerza y la aeroelasticidad demostrando los beneficios de esta disposición, dando vida a los aviones como el MiG-23, Su-24 y Tu-160.
La investigación sobre estos y otros vehículos estimuló el desarrollo de una base de datos informática para el Instituto, la creación de métodos numéricos en la dinámica de gases y la fuerza.
Al final de la década de 1960’, presentaron el trabajo sobre una nueva generación de combatientes de primera línea con alta relación empuje-peso y maniobrabilidad. La investigación sobre aerodinámica inestable, nuevos diseños en la estructura de fuselajes y el control incorporado en el vórtice alar, demostraron la maniobrabilidad sin igual y la capacidad de combate en los MiG-29 y Su-27.
Importantes contribuciones fueron hechas por los especialistas del TsAGI durante la creación de los aviones de pasajeros y aviones de carga de nueva generación IL-96, Tu-204 y An-124. El empleo de perfiles supercríticos hizo posible mejorar las características aerodinámicas del ala y, como consecuencia, aumentar la eficiencia de estos aviones. También fueron hechas contribuciones decisivas para resolver el problema del aleteo en aviones como el Il-96 y Tu-204, cuestión directamente relacionado con la seguridad y la duración de la vida media de las aeronaves.
Para la creación del transbordador espacial “Burán”, desde principios de los años 1970 hasta finales de los años 80’, fueron implicados a gran escala todos los departamentos del TsAGI. Donde se estudió la física de vuelo hipersónica, la protección térmica, resistencia acústica, construcción de sistema de control automático de algoritmos y mucho más.

### Período postsoviético
En virtud del decreto del gobierno de la Federación de Rusia N.º 247 de 29 del marzo de 1994, el TsAGI fue designado como Centro Estatal de Investigación. Tras la disolución de la URSS el número de empleados adscritos al TsAGI disminuyó significativamente, de 11.000 personas en 1991 a 4.000 en 1999, produciéndose significativas diferencias de edad entre los miembros de la plantilla.
En el año 2010 el instituto comenzó un nuevo proceso de reestructuración pasando a llamarse “Complejo Moscovita de Investigaciones Científicas TsAGI” (en cirílico ruso: NIMK TsAGI).
En el año 2013 el complejo TsAGI desarrolló un banco de pruebas de alta velocidad para helicópteros con hélices de materiales compuestos.

### En la actualidad
En la actualidad la plantilla de empleados del TsAGI se recupera lentamente tras la crisis de la década de 1990. Ahora cuenta con 4500 empleados aproximadamente, incluyendo a 695 científicos y académicos. Tres de sus empleados son miembros de la Academia de Ciencias de Rusia, 103 son doctores de ciencias y 463 son candidatos al doctorado de ciencias. Su personal de ingeniería tiene una afluencia continua de gente talentosa preparada en los programas educativos de las principales universidades científicas rusas, tales como: el Instituto de Física y Tecnología de Moscú y el Instituto de Aviación de Moscú.
El instituto tiene a su disposición más de 60 túneles de viento y bancos de prueba avanzados para investigación de la fuerza, acústica, aerodinámica y dinámica de aeronaves. El TsAGI entiende que las perspectivas de desarrollo, de la tecnología aeroespacial y aeronáutica, está directamente relacionados con la investigación en el área de las superaltas velocidades de vuelo. 
Durante los últimos años el TsAGI estableció contactos con la mayoría de los centros de I+D y fabricantes de aviones de Europa, Estados Unidos y Asia. El TsAGI participa en varios programas de investigación conjunta sobre el desarrollo de aviones de la próxima generación. Algunos de sus más significativos logros recientes más significativos están en las áreas de resistencia estructural, análisis de métodos de elementos finitos y optimización del peso estructural. La próxima generación de aeronaves TsAGI se conceptualiza para tener una vida útil de 50.000 - 60.000 horas de vuelo.
En los últimos años, los científicos TsAGI vienen trabajando activamente en los proyectos de la industria de la aviación rusa tales como: el avión regional Sukhoi Superjet 100, en el avión de pasajeros de medio alcance UAC MS-21 o el caza de combate de quinta generación Sukhoi PAF FA; donde se requiere el empleo de gran cantidad de materiales compuestos, reducción de consumos de combustible, aumento de la vida de las células de las aeronaves, etc.

## Miembros

### Directores, científicos e ingenieros

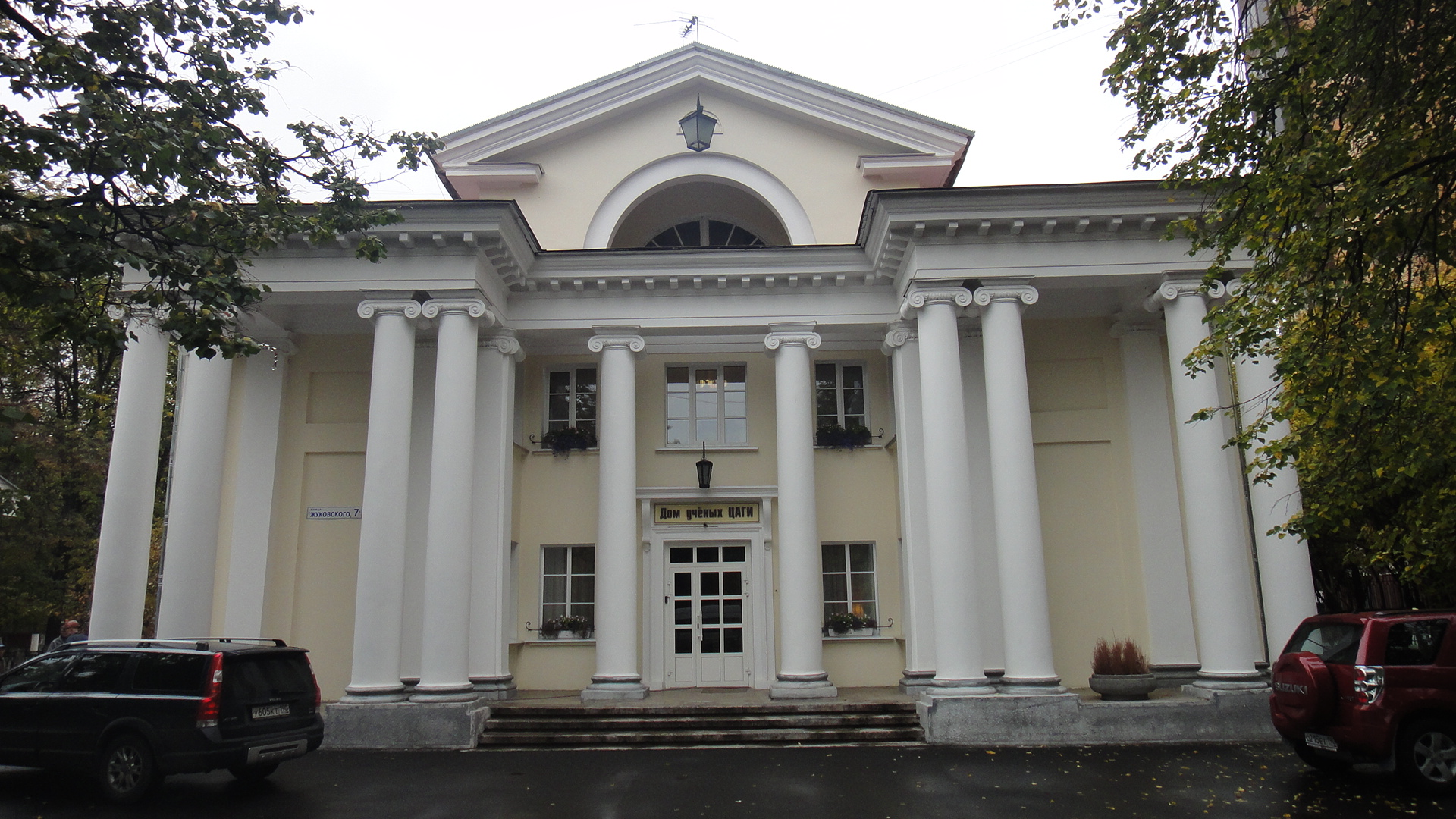
Casa de las ciencias del TsAGI

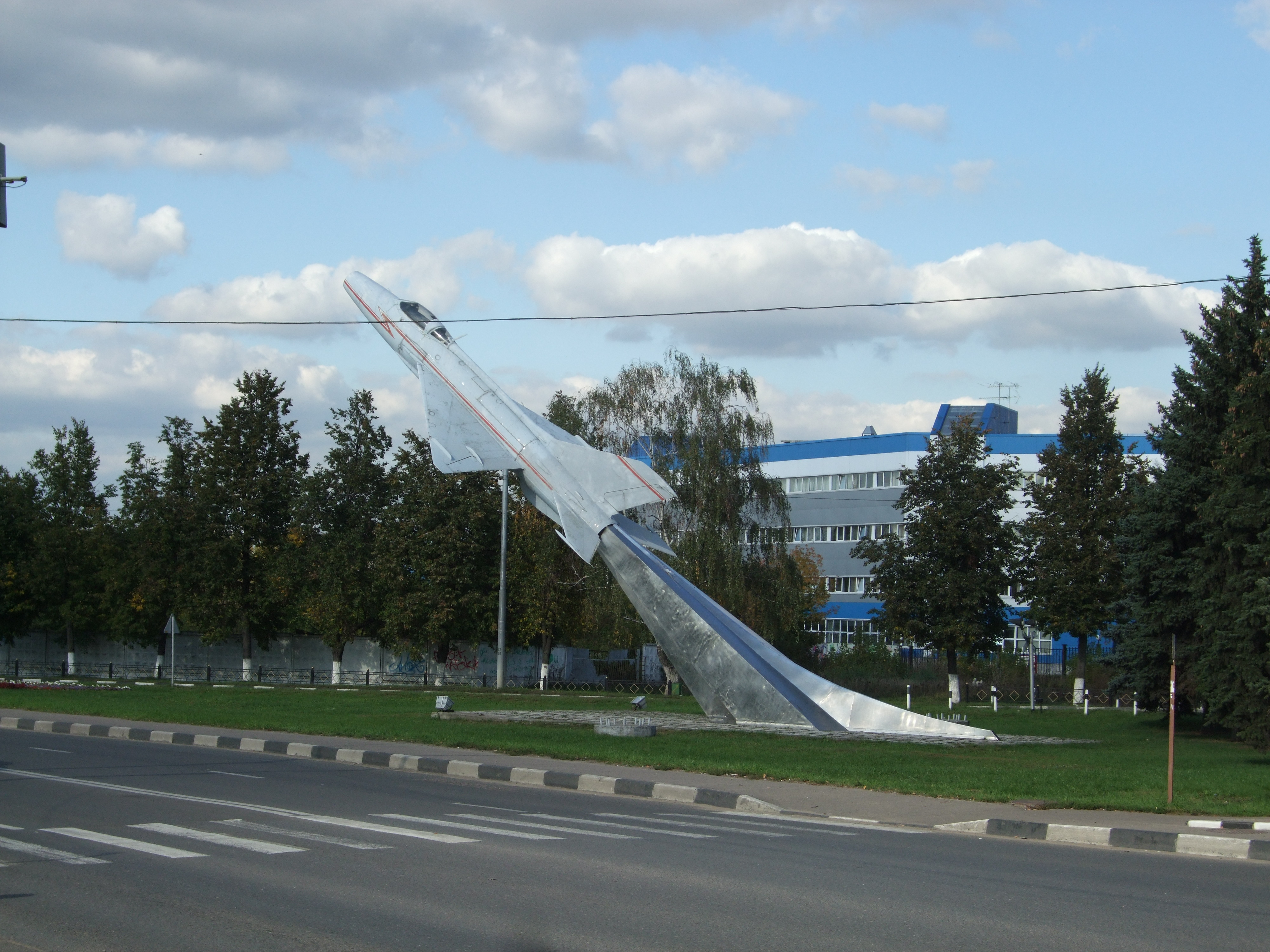
Aeromonumento en la ciudad de Zhukvoski

Relación histórica de los principales científicos, ingenieros y directores del instituto. Entre otros:
- Nikolái Yegórovich Zhukovski
- Serguéi Alekséievich Chaplyguin
- Aleksandr Aleksándrovich Arjanguelski[11]
- Andréi Nikoláievich Túpolev
- Vladímir Mijáilovich Petliakov
- Henry Naúmovich Abramóvich
- George A. Ozerov
- Semión Alekséievich Lavochkin
- Serguéi Vladímirovich Iliushin
- Ivan V. Ostoslavsky
- Victor Nikolayevich Belyayev[12]
- Pável Ósipovich Sujói
- Mijaíl Nikítich Shulzhenko
- Alexander Makarevskiy
- Boris N. Yuriev[13]
- Николай Кузнецов
- Nikolay Ilyich Kamov
- Nikolai Kiríllovich Skrzhinskiy[14]
- Ivan Pavlovich Bratukhin
- Feliks Isidórovich Frankl
- Vladímir Mijáilovich Miasíschev
- Gueorgui Petróvich Svischov
- Vladímir Yákovlevich Neyland
- Semión Mijáilovich Targ
- Mijaíl Vasílievich Naguibin
- Vladímir Andréievich Kargopóltsev
- Serguéi Leonídovich Chernyshov
- Borís Serguéievich Alioshin

### Empleados
Evolución histórica del número de empleados totales:
| 1919 | 1926 | 1976   | 1985   | 1991   | 2005  | 2013  | 2016  |
| ---- | ---- | ------ | ------ | ------ | ----- | ----- | ----- |
| 41   | 400  | 13.500 | 14.080 | 11.000 | 4.115 | 4.392 | 4.490 |

## Actividades
http://www.tsagi.ru/institute/

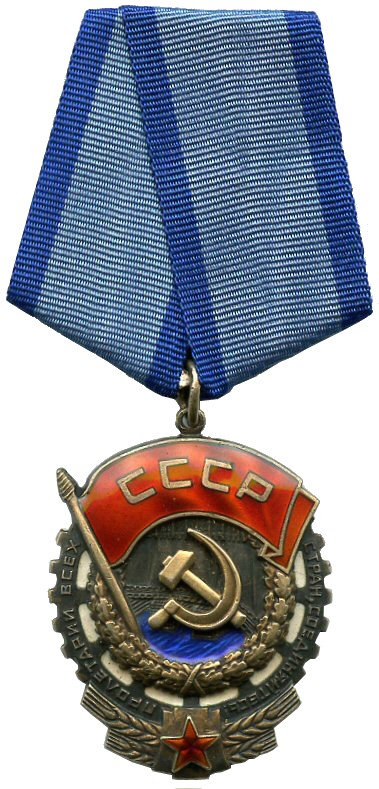
Medalla de la Orden de la Bandera Roja del Trabajo

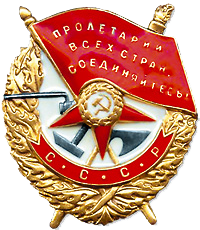
Orden de la Bandera Roja

- Aerodinámica de aviones, helicópteros, misiles y otros aparatos voladores.
- Aerodinámica de motores de aeronaves.
- Dinámica de vuelo y sistemas de control de aeronaves.
- Análisis de estabilidad y medios de control en las aeronaves.
- Desarrollo de sistemas activos para reducir cargas en el diseño de aeronaves, seguridad del vuelo y mejora sistemas de información de apoyo a pilotos.
- Dinámica de vuelo acrobático, estudio de modelos de aterrizaje, despegue y maniobras de aeronaves y helicópteros.
- Estructura y resistencia de los circuitos eléctricos en las aeronaves.
- Aeroelasticidad de aeronaves, maquinaria industrial y de edificios.
- Certificación de aeronaves.
- Fatiga, capacidad de supervivencia de las estructuras y resistencia térmica de componentes.
- Tecnología informática en el diseño y construcción de modelos para túneles de viento.
- Diseño de instalaciones experimentales para pruebas en tierra de aeronaves, cohetes y tecnología espacial.
- Aerotermodinámica y dinámica de gases.
- Hidrodinámica.
- Aeroacústica.
- Investigación sobre fuentes de energía para aviones y helicópteros.
- Desarrollo de ventiladores industriales.
- Tecnología de microondas.
- Física del plasma.
- Nanotecnología.
- Desarrollo de herramientas, maquinaria de precisión y centros de mecanizado.

## Premios obtenidos

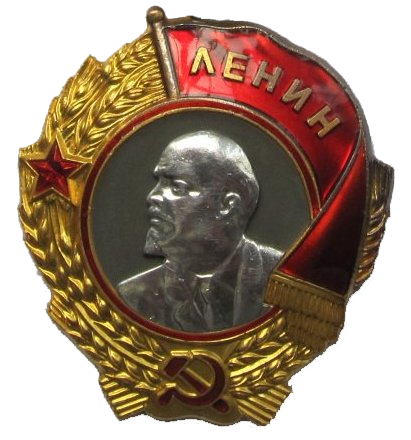
Orden de Lenin

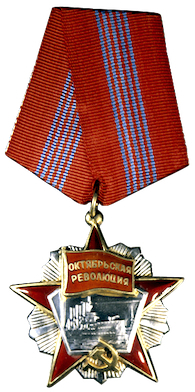
Orden de la Revolución de Octubre

Por su gran contribución al desarrollo de la ciencia y la tecnología aeroespacial el TsAGI fue condecorado:
- En 1926 con la  'Orden de la Bandera Roja del Trabajo' .
- En 1933 con la  'Orden de la Bandera Roja' .
- En 1945 con la  'Orden de Lenin' .
- En 1968 recibió el Diploma del Presídium del Soviet Supremo de la Unión Soviética.
- En 1971 con la  'Orden de la Revolución de Octubre'  por sus servicios al estado soviético.
- En 1994 fue designado como Centro de Investigación del Estado mediante Decreto del Gobierno de la Federación de Rusia.
- En 1998 recibió el Agradecimiento del Presidente de la Federación de Rusia.